# Нерівність (матеріалознавство)

На верхньому зображенні видно нерівності без навантаження. Нижнє зображення зображує ту саму поверхню після навантаження.

У матеріалознавстві нерівність, що визначається як «нерівність поверхні, шорсткість, грубість» (від лат. asper — «шорсткий»), має наслідки (наприклад) у фізиці та сейсмології. Гладкі поверхні, навіть відполіровані до дзеркального блиску, не є по-справжньому гладкими на мікроскопічному рівні. Вони шорсткі, з гострими, грубими або нерівними виступами, які називаються «нерівностями». Поверхневі нерівності існують у декількох масштабах, часто в самоафінній або фрактальній геометрії. Фрактальну розмірність цих структур корелювали з контактною механікою, що проявляється на межі розділу фаз у вигляді тертя та контактної жорсткості.
Коли дві макроскопічно гладкі поверхні стикаються, спочатку вони торкаються лише в декількох з цих нерівностей. Вони покривають лише дуже малу частину площі поверхні. Тертя та зношування виникають у цих точках, і тому розуміння їхньої поведінки стає важливим під час вивчення матеріалів у контакті. Коли поверхні піддаються стискаючому навантаженню, нерівності деформуються через пружний і пластичний режими, збільшуючи площу контакту між двома поверхнями до тих пір, поки площа контакту не стане достатньою для підтримки навантаження.
Взаємозв’язок між фрикційними взаємодіями та геометрією нерівностей складний і недостатньо вивчений. Повідомлялося, що підвищена шорсткість може за певних обставин призвести до послаблення фрикційної взаємодії, тоді як більш гладкі поверхні можуть насправді демонструвати високі рівні тертя внаслідок високого рівня справжнього контакту.
Рівняння Арчарда забезпечує спрощену модель деформації нерівності, коли на матеріали, що контактують, піддаються дії сили. Завдяки повсюдній присутності нерівностей, що деформуються, у самоафінних ієрархічних структурах справжня площа контакту на межі розділу демонструє лінійну залежність від прикладеного нормального навантаження.